# Объединённый фронт исламской революции
Объединенный фронт исламской революции (Персидский جبهه متحد انقلاب اسلامی) — Афганская националистическая шиитская группировка созданная в 1980-е годы в результате объединения 4 шиитских исламистских организаций (Молодое духовенство Афганистана, Исламское общество школы «Тоухид», Борцы исламского общества, Движение обездоленных). Выступал за признание Хомейни вождем мирового исламского движения и провозглашение Афганистана «исламской республикой» по типу Ирана. Численность боевых отрядов составляла — около 2,5 тыс. чел. Наибольшее влияние группировка имела в провинциях Балх, Вардак, Урузган. Штаб квартира находилась в Иранском городе Кум. В 1987 году вступила в альянс Шиитская восьмерка на ряду с другими шиитскими группировками. В 1989 году объединилась с другими группировками в Партию исламского единства Афганистана.
Лидеры группировки: шейх Акбари, Мохсем Резаи и Сепаке Пасдар